# David Jacoby

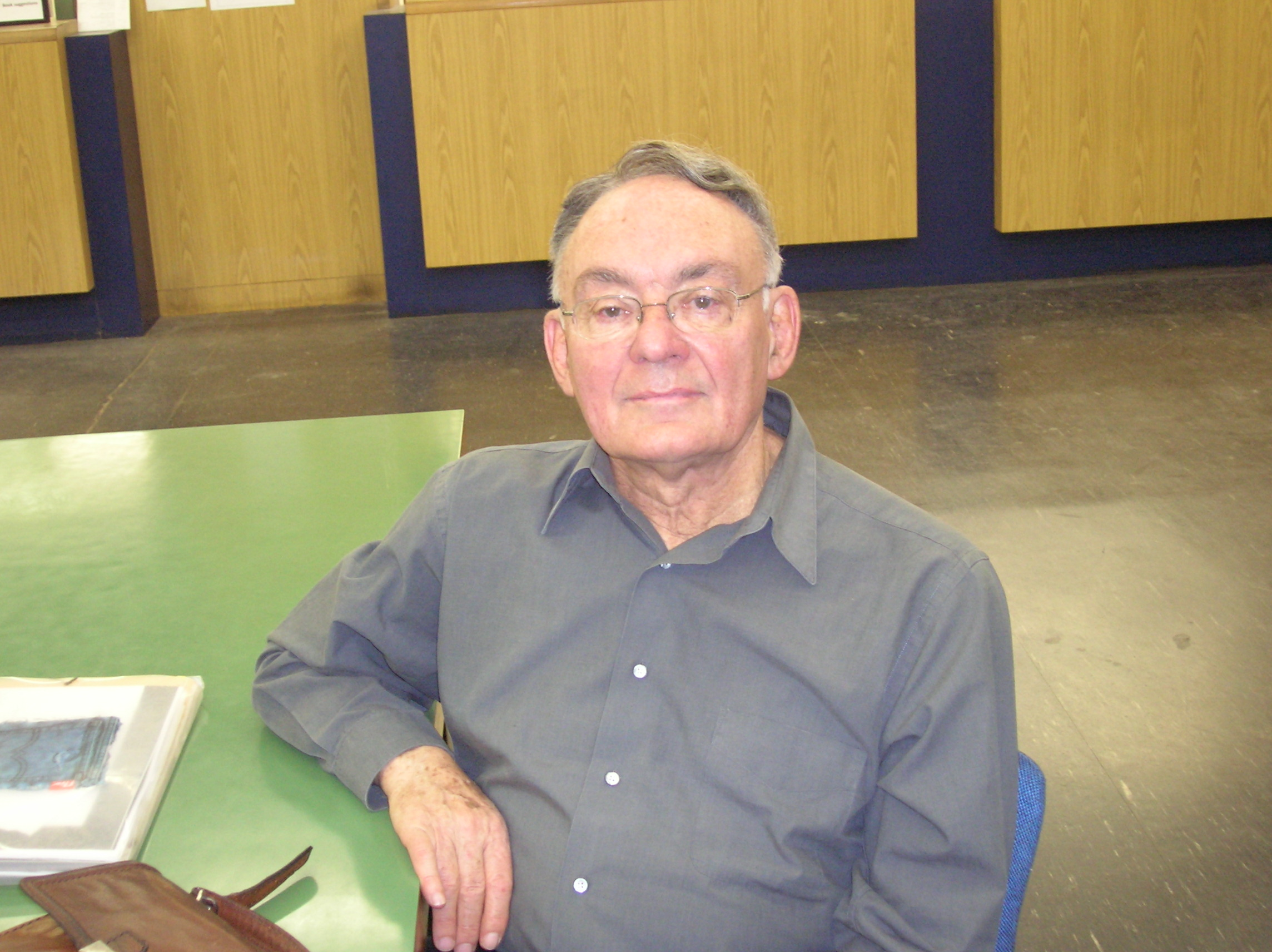
David Jacoby, 2010

David Jacoby (hebräisch דוד יעקבי; * 24. Februar 1928 in Antwerpen; † 4. Oktober 2018) war ein in Belgien geborener israelischer Historiker. Sein Forschungsschwerpunkt lag auf der Wirtschafts- und Sozialgeschichte des Nahen Ostens, insbesondere des Byzantinischen Reiches und der Kreuzfahrerstaaten, aber auch der Handelsstädte des Mittelmeerraumes.

## Leben und Werk
David Jacoby wurde als eines von zwei Kindern – seine jüngere Schwester hieß Noémie – in eine jüdische Familie in Antwerpen geboren, die wiederum polnische und russische Wurzeln aufwies. Sein Vater war in der Diamantenindustrie beschäftigt, einem der wichtigsten Arbeitgeber der Stadt. Zu Hause wurde Jiddisch, Englisch und Französisch, aber auch Flämisch gesprochen.
1942 musste die Familie vor den Verfolgungen der Nationalsozialisten über Paris und Lyon in die Schweiz fliehen, als Belgien von der Wehrmacht überfallen wurde. Während der Kriegsjahre lebte sie in Genf. Nach dem Krieg kehrte er mit seiner Schwester und seinem Vater nach Antwerpen zurück, doch 1947 emigrierten die drei nach Palästina. Allerdings verbrachten sie mehrere Monate in einem Lager in Britisch-Zypern, da die britische Mandatsmacht versuchte, die illegale Immigration von Juden nach Palästina zu unterbinden. David Jacoby nahm im Alter von 20 Jahren am ersten Palästinakrieg teil.
Ab 1949 besuchte Jacoby die Hebräische Universität Jerusalem, wo er vor allem bei Joshua Prawer lernte, dem Spezialisten für die Kreuzzugsstaaten und vor allem für das Königreich Jerusalem. Seinen dortigen Abschluss stellte seine Arbeit über die Kampagne der Katalanischen Kompanie im frühen 14. Jahrhundert dar. Dann wechselte er an die Sorbonne, insbesondere zu dem Byzantinisten Paul Lemerle. 1958 wurde er mit seiner Arbeit über die Landbewohner im späten Byzanz, La démographie de la paysannerie dans l’Empire byzantin tardif, promoviert. Mit seiner Frau Zehava (geb. Sofia Sophia Feigenbaum), die als Kunsthistorikerin an der Universität Haifa arbeitet, hatte er zwei Töchter.
1974 erhielt er eine Professur, die Fakultät hatte er schon 1972 bis 1974 geleitet, erneut von 1979 bis 1998. 1996 wurde er emeritiert. Gastprofessuren führten ihn an die Universitäten von Berkeley (1970) und Princeton (1976), dann Philadelphia (1981), aber auch an die Universität Venedig (1996). 1973 erhielt er den nach Gustave Schlumberger benannten Prix Gustave Schlumberger der Académie des Inscriptions et Belles-Lettres zu Paris für sein Werk La Féodalité en Grèce médiévale, les „Assises“ de Romanie, sources, application et diffusion.
Insgesamt verfasste Jacoby mehr als 200 Aufsätze, von denen eine erhebliche Zahl bei Variorum Reprints zusammengefasst herausgebracht wurde. Seine Schwerpunkte stellten die Geschichte von Byzanz dar, dann die Rolle der Venezianer im östlichen Mittelmeer, die Rolle von Akkon sowie die Geschichte der Kreuzfahrer und der Pilger im syrisch-palästinensischen Raum, schließlich die Wirtschafts- und Sozialgeschichte Zyperns und Ägyptens und endlich die Seidenindustrie und die Geschichte der Juden.

## Werke (Auswahl)
- Société et démographie à Byzance et en Romanie latine, London 1975.
- Recherches sur la Méditerranée orientale du XIIe au XVe siècle. Peuples, sociétés, économies, Variorum Reprints, London 1979.
- Studies on the Crusader States and on Venetian Expansion, Northampton 1989, Nachdruck 2018.
- Trade, Commodities and Shipping in the Medieval Mediterranean, Aldershot 1997.
- Byzantium, Latin Romania and the Mediterranean, Aldershot 2001.
- Commercial Exchange across the Mediterranean. Byzantium, the Crusader Levant, Egypt and Italy, Aldershot 2005.
- The Venetian government and administration in Latin Constantinople, 1204–1261: A state within a state, in: Gherardo Ortalli, Giorgio Ravegnani, Peter Schreiner: Quarta crociata. Venezia – Bisanzio – Impero latino, Bd. 1, Venedig 2006, S. 21–79. (online)
- Latins, Greeks and Muslims. Encounters in the Eastern Mediterranean, Tenth-Fifteenth Centuries, Farnham 2009.
- Venetian commercial expansion in the eastern Mediterraean, 8th–12th centuries, in: Marlia Mandell Mango (Hrsg.): Byzantine Trade, 4th–12th Centuries. The Archaeology of Local, Regional and International Exchange. Papers of the Thirty-eighth Spring Symposium of Byzantine Studies, St John's College, University of Oxford, March 2004, Farnham 2009, S. 371–391. (academia.edu)
- Travellers, Merchants and Settlers in the Eastern Mediterranean, 11th–14th Centuries, Farnham–Burlington, Ashgate 2014.
- The Expansion of Venetian Government in the Eastern Mediterranean until the late Thirteenth Century, in: Gherardo Ortalli, Oliver Jens Schmitt, Ermanno Orlando (Hrsg.): Il “Commonwealth” veneziano tra 1204 e la ine della Repubblica. Identità e peculiarità, Istituto Veneto di Scienze, Lettere ed Arti, Venedig 2015, S. 73–106. (academia.edu)
- Western Commercial and Colonial Expansion in the Eastern Mediterranean and the Black Sea in the Late Middle Ages, in: Gherardo Ortalli, Alessio Sopracasa (Hrsg.): Rapporti mediterranei, pratiche documentarie, presenze veneziane. Le reti economiche e culturali (XIV–XVI secolo), Venedig 2017, S. 3–49. (academia.edu)
- Medieval Trade in the Eastern Mediterranean and Beyond, Routledge, 2017.

deutsch
- Studien zum mittelalterlichen Judentum im byzantinischen Kulturraum: Süditalien und Sizilien, Konstantinopel und Kreta. Vorträge an der Universität Trier, 4. Juni und 6. November 2012, hg. v. Vera von Falkenhausen und David Jacoby. Trier 2013. ISBN 978-3-89890-189-5.